# Synchroonzwemmen op de Olympische Zomerspelen 2016 – Team
Het onderdeel team van het synchroonzwemmen op de Olympische Zomerspelen 2016 in Rio de Janeiro vond plaats op 18 en 19 augustus 2016.

## Uitslag
| Rang   | Land      | Namen | Routine   | Routine | Totaal   |
| Rang   | Land      | Namen | Technisch | Vrij    | Totaal   |
| ------ | --------- | --- | --------- | ------- | -------- |
| Goud   | Rusland   | Vlada Tsjigireva Natalja Isjtsjenko Svetlana Kolesnitsjenko Aleksandra Patskevitsj Svetlana Romasjina Alla Sjisjkina Maria Sjoerotsjkina Gelena Topilina Jelena Prokofjeva (Reserve) | 97.0106   | 99.1333 | 196.1439 |
| Zilver | China     | Gu Xiao Guo Li Li Xiaolu Liang Xinping Sun Wenyan Tang Mengni Yin Chengxin Zeng Zhen Huang Xuechen (Reserve)                                                                         | 95.6174   | 97.3667 | 192.9841 |
| Brons  | Japan     | Aika Hakoyama Yukiko Inui Kei Marumo Risako Mitsui Kanami Nakamaki Mai Nakamura Kano Omata Kurumi Yoshida Aiko Hayashi (Reserve)                                                     | 93.7723   | 95.4333 | 189.2056 |
| 4      | Oekraïne  | Lolita Ananasova Olena Gretsjychina Daria Joesjko Oleksandra Sabada Kateryna Sadoerska Ksenia Sydorenko Anastasia Savtsjoek Anna Volosjyna Olga Zolotarova (Reserve)                 | 93.4413   | 95.1667 | 188.6080 |
| 5      | Italië    | Elisa Bozzo Beatrice Callegari Camilla Cattaneo Linda Cerruti Manila Flamini Francesca Deidda Mariangela Perrupato Sara Sgarzi Costanza Ferro (Reserve)                              | 91.1142   | 92.2667 | 183.3809 |
| 6      | Brazilië  | Luisa Borges Maria Bruno Beatriz Feres Branca Feres Maria Clara Lobo Maria Eduarda Miccuci Lorena Molinos Lara Teixeira Pâmela Nogueira (Reserve)                                    | 84.7985   | 87.2000 | 171.9985 |
| 7      | Egypte    | Leila Abdelmoez Samia Ahmed Nariman Aly Nour Elayoubi Jomana Elmaghrabi Dara Hassanien Salma Negmeldin Nada Saafan Nehal Saafan (Reserve)                                            | 76.9838   | 78.5667 | 155.5505 |
| 8      | Australië | Bianca Hammett Danielle Kettlewell Nikita Pablo Emily Rogers Cristina Sheehan Rose Stackpole Amie Thompson Deborah Tsai Hannah Cross (Reserve)                                       | 74.0667   | 75.4333 | 149.5000 |